# Menella mikrodentata
Menella mikrodentata är en korallart som först beskrevs av Hjalmar Broch 1916.  Menella mikrodentata ingår i släktet Menella och familjen Plexauridae. Inga underarter finns listade i Catalogue of Life.